# Sonny Terry
 
Sonny Terry (właśc. Saunders Terrell lub Teddell; ur. 24 października 1911, zm. 11 marca 1986) – amerykański wokalista i harmonijkarz bluesowy związany z bluesem wiejskim z rejonu Piedmontu.  
 

## Życiorys

### 1911-1946
Urodził się w Greensboro w hrabstwie Greene w stanie Georgia. Jego ojcem był Reuben Terrell - harmonijkarz, a matką - piosenkarka Mossiline Smith. Był jednym z 8 dzieci. Jako dziecko pracował na farmie i gdy miał 6 lat ojciec nauczył go grać na harmonijce. Jako dziecko śpiewał także w lokalnym kościele baptystów.
W latach 20. XX w. pracował pozamuzycznie oraz okazyjnie grał w lokalnych salach tanecznych. W tym okresie stracił po wypadku widzenie w lewym oku. W wieku 13 lat stał się całkowicie niewidomym.
W 1928 r. przeprowadził się do Shelby w Karolinie Północnej. Początkowo pracował pozamuzycznie, jednak w 1929 r. w duecie z Billem Leachem zaczęli występować na ulicach i w magazynach tytoniu w całym stanie.
Na początku lat 30. przez krótki okres był solistą w "medicine show" Doca Bizella, który działał w Karolinie Północnej. W 1934 r. występował z Blind Boy Fullerem w Wadesboro. W latach 1934–1938 z Fullerem i czasem także z Bull City Redem występował na ulicach, w magazynach tytoniu, w smażalniach ryb i na prywatkach w Durham. Często pracował pozamuzycznie.
15 grudnia 1937 r. dokonał swoich pierwszych nagrań firmowanych przez Fullera dla firm Vocalion i American Record Company w Nowym Jorku. Terry nagrywał z Fullerem także 5 kwietnia 1938 r., 29 października 1938 r., 12 lipca 1939 r. 5 i 7 marca 1940 r., 19 czerwca 1940 r.. Jako artysta firmujący swoje płyty nagrany został po raz pierwszy 24 grudnia 1938 r. w Havers Studio w Nowym Jorku, a nagrania zostały zamówione przez Bibliotekę Kongresu. Dzień wcześniej Terry wziął udział w koncercie "From Spirituals to Swing" w Carnegie Hall w Nowym Jorku i oba utwory, które wykonywał ("Mountain Blues" jako solista oraz "The New John Henry" z Bull City Redem) zostały nagrane. Terry ponownie wszedł do nowojorskiego studia 28 grudnia 1938 r. i nagrał solowo dwa bluesy. Oprócz tego 12 lipca 1939 r. towarzyszył w sesji nagraniowej Sonny’ego Jonesa dla firmy Vocalion w Memphis w stanie Tennessee.
W 1939 r. zapoznał się z Browniem McGhee, z którym stworzył duet, który okazał się jednym z najbardziej owocnych i długotrwałych zespołów w świecie muzycznym. Do śmierci Fullera 13 lutego 1941 r. akompaniował mu na harmonijce. Pod koniec 1939 r. występował solowo w Cafe Society Downtown w Nowym Jorku. Na przełomie lat 1939 i 1940 występował z Browniem McGhee i Paulem Robesonem na Riverside Stadium w Waszyngtonie.
W 1940 r. ponownie występował na ulicach w Durham, tym razem z Browniem McGhee. 5 i 6 marca 1940 nagrał dla OKeh w Nowym Jorku 4 bluesy. Akompaniowali mu George Oh Red Washington i Blind Boy Fuller. Występował także w towarzystwie Oh Reda w klubach w Greenwich Village w Nowym Jorku. 19 czerwca 1940 r. nagrał dla wytworni OKeh w Chicago kolejne 2 bluesy.
22 i 23 grudnia 1941 r. wziął udział w sesjach nagraniowych Buddy’ego Mossa, które odbyły się w Nowym Jorku. Natomiast 23 grudnia 1941 r. odbyła się sesja nagraniowa dla OKeh firmowana przez Sonny Terry and Jordan Webb. Nagrano na niej 4 bluesy.
W 1942 r. występował często m.in. z takimi muzykami jak Leadbelly, Brownie McGhee i Woody Guthrie jako "Headline Singers". W maju tego roku Alan Lomax nagrał go z towarzyszeniem McGhee dla Biblioteki Kongresu. Również w tym roku towarzyszył w sesji nagraniowej Championa Jacka Dupree dla wytwórni Folkways. W tym okresie często współpracował z Leadbellym w czasie lokalnych koncertów folkowych w Nowym Jorku. Z Browniem McGhee występował w Stuyvesant Casino w Nowym Jorku.
Na przełomie lipca i sierpnia 1943 r. dokonał nagrań wspomagając Leadbelly’ego w jego sesji dla firmy Asch, a także wspomagał w kwietniu Wooddy’ego Guthrie w jego sesji dla tej samej firmy nagraniowej. W 1944 r. dokonał solowych nagrań dla firm Solo i Folkways a w kwietniu i grudniu tego samego roku nagrywał w duecie z Browniem McGhee dla Savoy w Nowym Jorku. W 1945 r. często gościł w radiowym programie Office of War Information transmitowanym przez radio BBC w Londynie. W 1946 r. współpracował z Guthriem i McGhee jako Woody Guthrie Singers w czasie lokalnych zgromadzeń miłośników folku i na koncertach w Nowym Jorku. Występował także z Leadbellym w nowojorskiej Town Hall. Często także pojawiał się w serii koncertów z cyklu Blues at Midnight Concert Series organizowanych przez Alana Lomaksa. W tym samym roku dokonał nagrań z Guthriem, Alekiem Sewardem, McGhee, Ledabellym, Cisco Houstonem i Pete’em Seegerem, a nieco później towarzyszył nagraniom Browniego McGhee dla firmy Alert w Nowym Jorku.

### 1946-1986
W styczniu 1947 r. nagrał kilka bluesów dla firmy Capitol. Następnie 12 czerwca nagrywał dla Capitolu. Razem z Guthriem i McGhee wystąpił w filmie Alana Lomaxa "To Hear Your Banjo Play". W 1947 i 1948 r. występował w muzycznym show Finian's Rainbow w 46th Street Theater w Nowym Jorku.
Na początku 1948 r. dokonał nagrań dla wytwórni Savoy. Następnie odbył długie tournée po USA i Kanadzie. 13 grudnia wspomagal Browniego McGhee i Hala Singera w ich wspólnych nagraniach dla firm Sharp i Savoy.
W 1950 r. wystąpił z McGhee na Leadbelly Memorial Concert w Town Hall w Nowym Jorku. Na początku 1950 r. dokonał nagrań dla takich wytwórni jak Folkways, Capitol i Pickwick. 10 maja wspomógł w czasie nowojorskiej sesji dla wytworni Atlantic Sticksa McGhee. W latach 1950–1955 wspólnie z Browniem McGhee występowali na lokalnych prywatkach, piknikach i w klubach w Nowym Jorku.
W 1952 r. nagrywał dla firm Gramercy i Folkways. Później nagrywał z takimi artystami jak Allen Bunn (dla firmy Apollo) i Bob Gaddy Alley Cats (dla firmy Jackson). Następnie dokonał nagrań w zespole Brownie McGhee & the Block Busters dla wytwórni Jax i Mainstream. Potem w lutym wspomógł w studiu nagraniowym grupę Ralph Willis Country Boys (firma Prestige). 15 sierpnia dokonał także nagrań w Filadelfii pod własnym nazwiskiem dla takich wytwórni jak Gotham i angielska Krazy Kat, a później jako Sonny "Hootin'" Terry & His Night Owls oraz Brownie McGhee & His Sugar Men odbył sesje nagraniowe dla firmy Jackson w Nowym Jorku.
W 1953 r. nagrywał w ramach Brownie McGhee & His Jook Block Busters oraz z Jackiem Dupree’em dla wytwórni Red Robin w Nowym Jorku. Następnie wziął udział w swojej sesji nagraniowej z  Alekiem Sewardem (jako równorzędni partnerzy) dla wytwórni Elektra. 27 sierpnia nagrał dla firmy Victor kilka bluesów w Nowym Jorku, a 28 sierpnia wziął udział w sesji nagraniowej Square’ego Waltona w Nowym Jorku dla tej samej firmy.
W 1954 r. występował w Latin Quarter w Montrealu w Kanadzie, na Tanglewood Festival w Lennox w stanie Massachusetts. W lutym odbył sesje nagraniową z McGhee (i innymi muzykami) dla firmy Groove, a w lipcu dla wytwórni Folkways. Oprócz tego towarzyszył w kwietniu w sesji nagraniowej Blind Gary’ego Davisa dla wydawnictwa Stinson. Nagrywał także z Johnem Sellersem (10 marca) dla firmy Vanguard.
W 1955 r. wspomagał na sesji nagraniowej Billy’ego Blanda dla firmy Old Town w Nowym Jorku. Następnie ok. sierpnia nagrywał z Alonzo Scalesem dla wytwórni Wing w Nowym Jorku. Razem z McGhee występowali w sztuce teatralnej "Cat on a Hot Tin Roof" w Morosco Theater w Nowym Jorku a także wzięli udział w tournée teatru prezentującego sztukę w różnych miastach USA, które zakończyło się w 1957 r.. Wspierał także Browniego McGhee w czasie jego sesji nagraniowej dla Folkways w Nowym Jorku.
Pod koniec 1956 r. nagrywał dla firm Old Town (pod marką Brownie McGhee & Sonny Terry) i Ace (pod marką Sonny Terry & Brownie McGhee) w Nowym Jorku.
15 marca 1957 r. nagrał z McGhee kilkanaście bluesów dla firmy Fantasy w Nowym Jorku, a 7 maja wziął udział w sesji nagraniowej z McGhee i Big Billem Broonzym dla firmy Folkways w Chicago. W listopadzie nagrywał pod marką Brownie McGhee & Sonny Terry dla Folkways w Nowym Jorku.
Na początku 1958 r. występował w klubie Gate of Horn w Chicago, a następnie w okresie 1958-1962 koncertował w klubie Ash Grove w Los Angeles. Odbył także tournée po Europie razem z Browniem McGhee. Nagrywał także dla wydawnictw Ember i Folkways w Nowym Jorku. W kwietniu odbył kolejne tournée po Wielkiej Brytanii razem z McGhee. Przy okazji dokonali nagrań (jako Sonny Terry & Brownie McGhee) dla firmy JSP w Glasgow. Następnie 28 kwietnia wzięli udział w sesji nagraniowej Chris Barber's Jazz Band, a 2, 7 i 8 maja również w tym samym zespołem dokonali nagrań dla wytwórni Nixa w Londynie. Po powrocie do USA wystąpił u boku Pete’a Seegera na koncercie w Carnegie Hall w Nowym Jorku. 
11/12 lipca 1959 r. Terry i McGhee (jako Brownie McGhee & Sonny Terry) dokonali nagrań dla firm Vanguard i Folkways, a następnie dla wytwórni Choice. Około października odbyli tournée po Wielkiej Brytanii oraz 7 października odbyli sesję nagraniową dla Columbii w Londynie. 29 grudnia nagrali kilkanaście bluesów dla wydawnictwa World Pacific w Los Angeles. Terry wystąpił w programie telewizji CBS "Harry Belafonte Show" oraz na Newport Folk Festival w Newport w stanie Rhode Island. W tym samym roku udał się razem z McGhee na tournée po Indiach, które było zorganizowane przez US State Department. Pod koniec roku i na początku 1960 r. występował w klubie Gerde's Folk City w Nowym Jorku.
W 1960 r. występował w takich klubach i salach jak Town Hall w Nowym Jorku, One Sheridan Square w Nowym Jorku, Fifth Peg w Toronto w Kanadzie (także w 1961 r.). 6 i 7 lipca nagrywał z McGhee dla wytwórni Vee Jay oraz Lightnin’ Hopkinsem, Big Joe Williamsem i Jimmym Bondem dla brytyjskiego wydawnictwa Society. 22 sierpnia z McGhee odbył sesję nagraniową dla wytwórni Bluesville w Nowym Jorku oraz w Englewood Cliffs w stanie Nowy Jork. Razem w McGhee udali się na tournée po Europie. 6 października wziął udział w sesji nagraniowej McGhee dla Bluesville, a 13 i 26 października pod swoim nazwiskiem nagrał kilkanaście bluesów także dla Bluesville w Nowym Jorku (towarzyszyli mu tacy muzycy jak J.C. Burris, Stick McGhee i Belton Evans (13 paźdz.) i Lightnin’ Hopkins, Leonard Gaskin i Belton Evans (26 paźdz.).        
W 1961 r. razem z McGhee odbyli tournée po Wielkiej Brytanii. Następnie nagrywał dla firmy Fantasy z McGhee (jako Sonny Terry & Brownie McGhee) w San Francisco. Koncertował w Berkshire Music Barn w Lenox w stanie Massachusetts, w Sugar Hill Club w San Francisco (grudniowe nagrania z Sugar Hill Club zostały wydane przez Fantasy).
W 1962 r. odbył tournée po amerykańskich college'ach. Występował w L'Hibou Coffeehouse w Ottawie w Kanadzie. Z McGhee wystąpił w programie telewizyjnym CBS w Toronto w Kanadzie. Następnie koncertował w Finjan Club w Montrealu w Kanadzie. We wrześniu odbył sesję nagraniową dla firmy Bluesville w Nowym Jorku. Około października udał się na tournée po Europie w ramach Rhythm & Blues USA. 18 października dokonał nagrań w Hamburgu dla kilku firm nagraniowych z towarzyszeniem takich muzyków jak Memphis Slim, T-Bone Walker, Willie Dixon i Jump Jackson. Następnie występował w Raven Gallery w Detroit w stanie Michigan. W latach 1962–1965 często występował z Harrym Belafontem podczas jego tournée po USA.
W 1963 r. koncertował w klubie Village Gate w Nowym Jorku. Następnie wystąpił na corocznym Newport Folk Festival, który odbywał się w lipcu Newport w stanie Rhode Island. Nagrania z jego występu ukazały się na albumie firmy Vanguard.
W 1964 r. występował na Hunter College w Nowym Jorku. Wystąpił także w programie  A La Carte w telewizji CBS w Toronto. Pod koniec roku udał się na brytyjskie tournée w ramach American Blues Caravan. Jego występ znalazł się wśród transmitowanych przez angielską TV Granada, a program nosił tytuł Blues & Gospel Train. Angielska firma Black Lion nagrała jeden z jego bluesów.
W 1965 r. wystąpił, towarzysząc Pete’owi Seegerowi, w programie Roomful of Music telewizji WNDT z Nowego Jorku. Następnie występował w Fisher Theater w Detroit. W latach 1965–1967 koncertował w Apollo Theater w Nowym Jorku. Odbył także tournée po Australii. Po powrocie występował w Jordan Hall w Bostonie, a w latach 1965–1973 regularnie koncertował w Riverboat Coffeehouse w Toronto. W maju dokonał 27 nagrań dla firmy Smash w Vancouver w Kanadzie.
W latach 1966–1967 występował w Jazz Workshop  w San Francisco. Koncertował także na University of Illinois at Urbana-Champaign w miejscowości Urbana w stanie Illinois. Następnie pojawił się w programie telewizji CBS w Toronto zatytułowanym Festival Presents the Blues. Wystąpił także na Rheingold Central Park Music Festival w Nowym Jorku. Jesienią towarzyszył (razem z McGhee) w sesji nagraniowej Aleca Sewarda, która odbyła się w Nowym Jorku dla wydawnictwa Blue Labor. Następnie koncertował w klubie The Troubadour w Los Angeles oraz wystąpił w programie The World of Music telewizji CBS w Toronto. Koncertował także na Mariposa Folk Festival w Toronto.
W latach 1967–1973 dość regularnie występował w klubie Ash Grove w Los Angeles, a w latach 1967–1968 – w New Penelope w Montrealu. w 1967 r. w ramach American Folk Blues Festival odbył tournée po Europie. Następnie koncertował w The Bitter End w Nowym Jorku. Występował także na Arts Festival w Cleveland w stanie Ohio. 15 października dokonał nagrań kilku bluesów dla firmy Fontana w Berlinie Zachodnim.
20 stycznia 1968 wystąpił obok wielu wykonawców folkowych na Woody Guthrie Memorial Concert w Carnegie Hall w Nowym Jorku. Następnie pojawił się z Pete’em Seegerem w programie telewizyjnym Rainbow Quest nowojorskiej telewizji WNDT. W latach 1968–1969 występował regularnie w Riverqueen Coffeehouse w Vancouver w Kanadzie.
W 1969 r. koncertował w klubie Mandrake's w Berkeley w Kalifornii, a także w El Matador w San Francisco. 1 marca odbył sesję nagraniową dla firmy Bluesway w Los Angeles. Następnie udał się z Browniem McGhee i B.B. Kingiem na tournée po Europie. Wystąpił także w filmie "Whoopin' the Blues" i po raz kolejny koncertował na Newport Folk Festival w Newport w stanie Rhode Island. 24 września odbyła się jego sesja nagraniowa dla firmy Bluesway w Los Angeles. Później występował w Folk City w Nowym Jorku oraz wziął udział w Berkeley Blues Festival, który odbywał się na terenie University of California w Berkeley.
W 1970 r. wziął udział w kolejnej edycji American Folk Blues Festival, w ramach którego występował w Europie. Jego występ z Browniem McGhee, Championem Jackiem Dupree, Williem Dixonem i Cliftonem Jamesem we Frankfurcie ukazał się na albumie wydanym przez firmę Scout. Występował także na Jazz Expo '70 w Londynie, a następnie na Berkeley Blues Festival. Pojawił się w programie The Hart and Lorne Terrific Hour telewizji CBC w Kanadzie.
W 1971 r. występował w The Gaslight w Nowym Jorku i w Four Muses w San Clemente w Kalifornii. Następnie koncertował dla Związku Studentów (ang. Student Union) University of British Columbia w Vancouver w Kanadzie i w New Paltz College w New Paltz w stanie Nowy Jork. Wystąpił także w Virginia Graham Show w telewizji WOR w Nowym Jorku. Był również jednym z muzyków, którzy zaprezentowali się w filmie "Roots of American Music: Country and Urban Music (Pt 2). Następnie występował w Back Door Coffeehouse w Montrealu. Udał się także na tournée po Danii, podczas którego występował w szkołach i klubach. Dokonał wówczas nagrań dla firmy Storyville w Kopenhadze. Następnie nagrał ścieżkę dźwiękową do filmu Cisco Pike. Pod koniec roku występował w His Father's Mustache w Montrealu.
W 1972 r. występował w Funky Quarters w San Diego w Kalifornii, w Esquire Showbar w Montrealu, na University of Waterloo w Waterloo w Kanadzie. Następnie pojawił się we francuskim filmie "Blues Under the Skin", w filmie angielskim "Playing the Thing", nagrał ścieżkę dźwiękową do filmów "Buck and the Preacher" i "Book of Numbers". Następnie dokonał nagrań dla firmy wydawniczej A&M w Hollywood w Kalifornii. Pod koniec roku i na początku 1973 występował w klubie Max's Kansas City w Nowym Jorku.
W 1973 r. występował w The Boarding House w San Francisco, Mandrake's w Berkeley, Lion's Share w San Anselmo w Kalifornii, Inn of the Beginning w Cotati w Kalifornii. Następnie wystąpił w programie "One of a Kind" telewizji PBS. Później występował w Joe’s Place w Cambridge w stanie Massachusetts. Pod koniec roku i na początku 1974 odbył tournée po Europie występując w klubach, college'ach i innych miejscach. Wystąpił także na Montreux Jazz Festival w Montreux w Szwajcarii. Następnie pojawił się w filmie "Blues for a Black Film". Później występował na Philadelphia Folk Festival w Schwenksville w stanie Pennsylvania. Następnie występował w Great Southeast Music Hall w Atlancie, w Avery Fisher Hall w Nowym Jorku, na Michigan State University w East Lansing w stanie Michigan. Pod koniec roku wystąpił w Liberty Hall w Houston w Teksasie. W latach 1973–1976 często występował w Australii i na Nowej Zelandii.
W 1974 r. występował na Hunter College w Nowym Jorku, na Academy of Music w Brooklynie w Nowym Jorku oraz w Bottom Line w Nowym Jorku. Następnie dokonał nagrań dla wydawnictwa Blue Labor w Queens w Nowym Jorku oraz wystąpił w filmie "Shoutin' the Blues". Później wystąpił na University of Louisville w Louisville w stanie Kentucky. Występował w McCabe's w Santa Monica w Kalifornii, na University of North Carolina w Raleigh w stanie Karolina Północna, we Frog & Nightgown Club w Raleigh i w Shaboo Inn w Mansfield w stanie Connecticut.
W 1975 r. koncertował w Convocation Hall w Toronto. Następnie występował na Berkeley Blues Festival w Berkeley. Pojawił się także w programie "Soundstage" telewizji PBS oraz w filmie "Sincerely the Blues". Później występował w Juicy John Pink's Folk Center w DeKalb w stanie Illinois, w Good Karma Coffeehouse w Madison w stanie Wisconsin, na Milwaukee Summer Festival w Milwaukee w stanie Wisconsin, w Euphoria Tavern w Portland w stanie Oregon. Następnie wystąpił w programie "Am San Francisco" telewizji w KGED w San Francisco. Koncertował także w Sophie's w Palo Alto w Kalifornii, w My Father's Place w Roslyn w stanie Nowy Jork i w Egyptian Theater w DeKalb.
W 1976 r. koncertował w The Lighthouse w Los Angeles, w The Riverboat w Toronto. Następnie wziął udział w nagrywaniu ścieżki dźwiękowej do filmu "Leadbelly" oraz wystąpił w filmie reklamowym Blue Filter Cigarettes w Australii. W latach 1976 i 1977 występował w Quite Knight w Chicago i w The Raven Gallery w Detroit.
W 1977 r. udał się na tournée po Europie. Następnie występował w klubie Ivanhoe w Chicago, w Charlotte’s Web w Rockford w stanie Illinois, w Back Door w San Diego, w The Lighthouse w Los Angeles. Koncertował na University of Toronto w Toronto.
W 1978 r. wystąpił w The Rising Sun w Montrealu i w The Crystal Saloon w Juneau na Alasce.
Zmarł 11 marca 1986 r. z przyczyn naturalnych w Mineola w stanie Nowy Jork.
Był dwukrotnie żonaty: z Roxie (w latach 1948–1967) oraz z Emmą Taylor (od 1968 r. do śmierci). Jego bratankiem jest bluesman J.C. Burris.

## Ocena i krytyka
W 1987 r. został wprowadzony do Blues Hall of Fame.
Sonny Terry był wykonawcą akustycznego wiejskiego bluesa wywodzącego się z rejonu Piedmontu. Był wirtuozem bluesowej i folkowej harmonijki. Śpiewał charakterystycznym falsetem, wywodzącym się z dawnej tradycji bluesa, tzw. "field hollers".
Był pod wpływem takich muzyków jak DeFord Bailey oraz Leadbelly.
Wpłynął na takich muzyków jak Carey Bell, Buster Brown, J.C. Burris, Taj Mahal, Johnny Mars, Jerry Portnoy, Alec Seward.
- Sonny przekazuje nam  bogate dziedzictwo Afryki i setki lat życia Afroamerykanów w południowych stanach (Pete Seeger. Nota z książki The Harp Styles of Sonny Terry. Oak Publications. 1975)

## Dyskografia
- Brownie McGhee and Sonny Terry Sing - 1958
- Sonny Terry's New Sound - 1958
- Sonny Terry Story - 1960
- Sonny and Brownie at Sugar Hill - 1961
- Sonny Terry & Lightnin’ Hopkins - 1963
- Hometown Blues - 1969
- Sonny Terry & Woody Guthrie - 1969
- Wizard of Harmonica - 1972
- Sonny & Brownie - 1973
- Sonny Terry's Washboard Band - 1976
- Midnight Special - 1978
- Whoopin'  - 1984 (z Johnnym Winterem i Williem Dixonem; Jazz Heritage 514156W)
- Whoopin' the Blues - 1986
- Sonny Terry - 1987
- The Folkways Years 1945-1959 - 1991
- Sonny Terry and Brownie McGhee - 1993  (Mainstream/Legacy JK 53625)
- Sonny Terry and Brownie McGhee - The 1958 London Sessions - 1994 (Collectables COL-5171)
- Whoopin' the Blues - The Capitol Recordings 1947-50 - 1995 (Capitol Records CDP 7243 8 29372 2 7)
- Back Home Blues - 2002
- Sonny Terry & Brownie McGhee 1938-1948 - 2003 (JSP Records JSP7721; 5 CD)
- The Blues: 1938-1953 Mountain Harmonica - 2005
- New York Blues & R&B 1949-1952 - 2007

## Wybrane DVD
- Masters of Country Blues: Rev. Gary Davis and Sonny Terry - 2001 (Yazoo 501)
- Red River Blues: Brownie McGhee & Sonny Terry 1948-1974 - 2003
- The 1958 London Sessions - 2003
- American Folk Blues Festival 1962-1966, Vol. 1 - 2003 (HIP-O B0000750-09)
- American Folk Blues Festival 1962-1966, Vol. 2 - 2003 (HIP-O B0000751-09)
- American Folk Blues Festival 1962-1966, Vol. 3 - 2004 (HIP-O B0002937-09)
- Whoopin' the Blues 1958-1974 - 2004 (Vestapol 13057)